# Artedius
Artedius es un género de peces de la familia Cottidae, del orden Scorpaeniformes. Esta especie marina fue descubierta por Charles Frédéric Girard en 1856.

## Especies
Especies reconocidas del género:
- Artedius corallinus (C. L. Hubbs, 1926)
- Artedius fenestralis (D. S. Jordan & C. H. Gilbert, 1883)
- Artedius harringtoni (Starks, 1896)
- Artedius lateralis (Girard, 1854)
- Artedius notospilotus (Girard, 1856)

### Lectura recomendada
- Nelson, Joseph S. 1994. Fishes of the World, Third Edition. xvii + 600.
- Proc. Acad. Nat. Sci. Philad., 8, 134.
- Begle, D. P., 1989: Phylogenetic analysis of the cottid genus Artedius (Teleostei: Scorpaeniformes). Copeia 1989 (núm. 3): 642-652.
- Washington, B. B., 1986: Systematic relationships and ontogeny of the sculpins Artedius, Clinocottus, and Oligocottus (Cottidae: Scorpaeniformes). Proceedings of the California Academy of Sciences (Series 4) v. 44 (núm. 9): 157-224.
- Girard, C. F., 1854. Observations upon a collection of fishes made on the Pacific coast of the United States, by Lieut. W. P. Trowbridge, U. S. A., for the museum of the Smithsonian Institution. Proc. Acad. Nat. Sci. Phila. v. 7: 142-156.
- Starks, E. C., 1896. List of fishes collected at Port Ludlow, Washington. Proc. Calif. Acad. Sci. (Ser. 2) v. 6: 549-562, Pls. 74-75.